# Amazon Machine Image
O Amazon Machine Image (AMI) é um tipo especial de dispositivo virtual usado para criar uma máquina dentro do Amazon Elastic Compute Cloud ("EC2"). Ele serve como a unidade básica de implantação para serviços entregues usando EC2.
Possui a versão gratuita que pode ser usado por qualquer pessoa, a versão paga que está registrado no Amazon DevPay e pode ser usado por qualquer pessoa que o assine, o DevPay permite que os desenvolvedores aumentem as taxas de uso e, opcionalmente, adicionem taxas de assinatura mensal, também a versão compartilhada uma conta privada que só pode ser usado por usuários do Amazon EC2 com acesso permitido pelo desenvolvedor.

## Conteúdo
Como todos os dispositivos virtuais o principal componente do AMI é uma imagem de sistema de arquivos somente leitura que inclui um sistema operacional (por exemplo, Linux, Unix ou Windows) e qualquer software adicional necessário para fornecer um serviço ou parte dele.
Um AMI inclui o seguinte: um modelo para o volume raiz da instância (por exemplo, um sistema operacional, um servidor de aplicativos), permissões de inicialização que controlam quais contas AWS podem usar o AMI; para iniciar instâncias um mapeamento de dispositivo de bloco que especifica os volumes a serem anexados à instância quando ela é iniciada.
O sistema de arquivos AMI é compactado, criptografado, assinado, dividido em uma série de blocos de 10 MB e carregado no Amazon S3 para armazenamento. Um arquivo de manifesto XML armazena informações sobre o AMI, incluindo nome, versão, arquitetura, ID de kernel padrão, chave de descriptografia e resumos de todos os fragmentos do sistema de arquivos.
AMIs atuais estão disponíveis para máquinas virtualizadas de hardware (HVM) onde o sistema operacional é instalado como seria em um hardware real. Com as máquinas virtuais mais antigas ainda disponíveis, um AMI não incluía uma imagem do kernel, apenas um ponteiro para o id do kernel padrão, que poderia ser escolhido de uma lista aprovada de kernels seguros mantidos pela Amazon e seus parceiros (por exemplo, Red Hat, Canonical, Microsoft). Os usuários podem escolher kernels diferentes do padrão ao inicializar um PVM AMI.

## Sistema Operacional
Quando foi lançado em agosto de 2006, o serviço EC2 oferecia Linux e, posteriormente, OpenSolaris e Solaris Express Community Edition da Sun Microsystems. Em outubro de 2008, o EC2 adicionou os sistemas operacionais Windows Server 2003 e Windows Server 2008 à lista de sistemas operacionais disponíveis. Em dezembro de 2010, também foi relatado que rodava o FreeBSD; em março de 2011, os AMIs do NetBSD tornaram-se disponíveis. Em novembro de 2012, o suporte do Windows Server 2012 foi adicionado.
A Amazon tem sua própria distribuição Linux que é amplamente compatível com o binário Red Hat Enterprise Linux. Esta oferta está em produção desde setembro de 2011 e em desenvolvimento desde 2010. A versão final do Amazon Linux original é a versão 2018.03 e usa a versão 4.14 do kernel Linux. O Amazon Linux 2 mudou de sistema de inicialização System V para inicialização de systemd. Foi anunciado em junho de 2018 e é atualizado regularmente.